# *ASTERISK
『*ASTERISK』（あすたりすく）は、2013年5月より東京国際フォーラムで開催されている舞台公演のシリーズ名。「日本を代表するストリートダンサー100名以上を集結した進化形ダンス・エンタテイメント」などと称される。
「*ASTERISK」は、かけ算の記号として用いられる*記号であり、ダンスと言葉や物語、様々なバックボーンを持つダンサーのコラボレートといった要素を「かけ算」して得られる化学反応を意図している。

## 公演情報

### 2013年
公演日程2013年5月18日〜同年5月19日
出演
DAZZLE、仲宗根梨乃、s**t kingz、梅棒、BLUE TOKYO、Vanilla Grotesque、JIL Entertainment Gallery、Think Tank Bang、AFROISM、當間里美+TATSUO+PINO、MEDUSA、矢野祐子
演出長谷川達也 (DAZZLE)
脚本飯塚浩一郎 (DAZZLE)
音楽林ゆうき

### 2014年
公演日程2014年5月9日〜同年5月11日
出演
DAZZLE、仲宗根梨乃、タイムマシーン produced by 黄帝心仙人、梅棒、Vanilla Grotesque、AFROISM、BLUE TOKYO、Think Tank Bang、JIL Entertainment Gallery、TATSUO、當間里美、NAO、MEDUSA、矢野祐子、Koharu Sugawara、UNO
演出長谷川達也 (DAZZLE)
脚本飯塚浩一郎 (DAZZLE)
音楽林ゆうき

### 女神の光
副題がつくようになった。
公演日程2015年5月8日〜同年5月10日
出演
Koharu Sugawara、原田薫、s**t kingz、YOSHIE、KITE、東京ゲゲゲイ、BLUE TOKYO、AyaBambi、LUCIFER、50、McGEE、RANDY、TACCHI、$eishiro、Pole Dancer KUMI、HATABOY、Yoshie Basement、Vanilla Grotesque、Drag Queen LIL’GRAND-BITCH、仲宗根梨乃
総合演出牧宗孝
脚本牧宗孝
音楽牧宗孝、安宅秀紀
テーマソング加藤ミリヤ『女神の光』（作詞・作曲：Miliyah）

### Goodbye,Snow White
『*ASTERISK「Goodbye, Snow White」新釈・白雪姫』。
脚本は、グリム童話の『白雪姫』をベースにして中村うさぎによって書き下ろされた。
2015年の『女神の光』では牧宗孝は総合演出として脚本なども担当しており、終わった時には「もうやらない」という感想を持った。2016年にも牧の元に話が来た時には、他の仲間にやってもらえること分担しようと考えた。以前から、エッセイなどで中村うさぎの哲学、世界観に共感していた牧は、童話『白雪姫』で魔女（王妃）が悪女だと一般的には思われているが、その背景に女としての切なさ、悲しみを中村の新解釈で表現できたら面白いのではないかと発想し、共通の知人を通じて依頼したことで、書き下ろし原作・脚本が実現した。
公演日程2016年5月27日〜同年5月29日
出演
東京ゲゲゲイ、DAZZLE、KUMI、REIKO、NANAKO、MAIKO、KITE、BLUE TOKYO、福澤侑、TUKIとKUMA、バニラグロテスク、PYON BOY、加藤諒
原作中村うさぎ（書き下ろし）
主演・演出・振付牧宗孝
テーマソング松井月杜（作曲：安宅秀紀、作詞：中村うさぎ）